# ذا كولوني (تكساس)
ذا كولوني (بالإنجليزية: The Colony)‏ هي مدينة أمريكية تقع في ولاية تكساس.تبلغ مساحة هذه المدينة 41.7 (كم²)،ويبلغ عدد سكانها 36328 نسمة حسب إحصاء سنة 2010 م.

## التركيبة السكانية
حدّد مكتب تعداد الولايات المتحدة بيانات التركيبة السكانية لذا كولوني في تعداد الولايات المتحدة. في ما يلي، التركيبة السكانية حسب تعدادي 2000 و2010.

### تعداد عام 2000
بلغ عدد سكان ذا كولوني 26,531 نسمة بحسب تعداد عام 2000، وبلغ عدد الأسر 8,462 أسرة وعدد العائلات 7,138 عائلة مقيمة في المدينة. في حين سجلت الكثافة السكانية 634.3 نسمة لكل كيلومتر مربع (1,642.8/ميل2). وبلغ عدد الوحدات السكنية 8,812 وحدة بمتوسط كثافة قدره 210.7 لكل كيلومتر مربع (545.7/ميل2).
وتوزع التركيب العرقي للمدينة بنسبة 84.46% من البيض و5.18% من الأمريكيين الأفارقة و0.71% من الأمريكيين الأصليين و1.68% من الأمريكيين ذوي الأصول الآسيوية و0.05% من سكان جزر المحيط الهادئ و5.30% من الأعراق الأخرى و2.62% من عرقين مختلطين أو أكثر و13.26% من الهسبانيون أو اللاتينيون من أي عرق.
بلغ عدد الأسر 8,462 أسرة كانت نسبة 56.8% منها لديها أطفال تحت سن الثامنة عشر تعيش معهم، وبلغت نسبة الأزواج القاطنين مع بعضهم البعض 69.7% من أصل المجموع الكلي للأسر، ونسبة 10.4% من الأسر كان لديها معيلات من الإناث دون وجود شريك، بينما كانت نسبة 4.3% من الأسر لديها معيلون من الذكور دون وجود شريكة وكانت نسبة 15.6% من غير العائلات. تألفت نسبة 11.4% من أصل جميع الأسر من عدة أفراد يعيشون في نفس المنزل ونسبة 1.8% كانت تتألف من شخص يعيش بمفرده يبلغ من العمر 65 عاماً أو أكثر. وبلغ متوسط حجم الأسرة المعيشية 3.14، أما متوسط حجم العائلات فبلغ 3.41.
بلغ العمر الوسطي للسكان 30.8 عاماً. وكانت نسبة 34% من القاطنين تحت سن الثامنة عشر، وكانت نسبة 7.4% بين الثامنة عشر والرابعة والعشرين عاماً، ونسبة 38% كانت واقعةً في الفئة العمرية ما بين الخامسة والعشرين والرابعة والأربعين عاماً، ونسبة 17.8% كانت ما بين الخامسة والأربعين والرابعة والستين، ونسبة 2.9% كانت ضمن فئة الخامسة والستين عاماً فما فوق. يوجد لكل 100 أنثى 98.8 ذكر، ويوجد لكل 100 أنثى في الثامنة عشر من عمرها فما فوق 97.1 ذكر.
بلغ متوسط دخل الأسرة في المدينة 64,057 دولارًا، أما متوسط دخل العائلة فبلغ 66,179 دولارًا. وكان متوسط دخل الذكور 44,234 دولارًا مقابل 30,517 دولارًا للإناث. وسجل دخل الفرد الخاص بالمدينة 22,910 دولارًا. وكانت نسبة 1.6% من العائلات ونسبة 2.8% من السكان تحت خط الفقر، وكان من هؤلاء نسبة 2.7% تحت سن الثامنة عشر ونسبة 5.8% في الخامسة والستين من العمر وما فوق.

### تعداد عام 2010
بلغ عدد سكان ذا كولوني 36,328 نسمة بحسب تعداد عام 2010، وبلغ عدد الأسر 13,168 أسرة وعدد العائلات 9,472 عائلة مقيمة في المدينة. في حين سجلت الكثافة السكانية 868.5 نسمة لكل كيلومتر مربع (2,249.4/ميل2). وبلغ عدد الوحدات السكنية 14,052 وحدة بمتوسط كثافة قدره 335.9 لكل كيلومتر مربع (870.0/ميل2).
وتوزع التركيب العرقي للمدينة بنسبة 75.39% من البيض و8.15% من الأمريكيين الأفارقة و0.80% من الأمريكيين الأصليين و5.82% من الأمريكيين ذوي الأصول الآسيوية و0.09% من سكان جزر المحيط الهادئ و6.22% من الأعراق الأخرى و3.53% من عرقين مختلطين أو أكثر و21.15% من الهسبانيون أو اللاتينيون من أي عرق.
بلغ عدد الأسر 13,168 أسرة كانت نسبة 41.3% منها لديها أطفال تحت سن الثامنة عشر تعيش معهم، وبلغت نسبة الأزواج القاطنين مع بعضهم البعض 54.9% من أصل المجموع الكلي للأسر، ونسبة 11.5% من الأسر كان لديها معيلات من الإناث دون وجود شريك، بينما كانت نسبة 5.6% من الأسر لديها معيلون من الذكور دون وجود شريكة وكانت نسبة 28.1% من غير العائلات. تألفت نسبة 21.5% من أصل جميع الأسر من عدة أفراد يعيشون في نفس المنزل ونسبة 2.5% كانت تتألف من شخص يعيش بمفرده يبلغ من العمر 65 عاماً أو أكثر. وبلغ متوسط حجم الأسرة المعيشية 2.76، أما متوسط حجم العائلات فبلغ 3.25.
بلغ العمر الوسطي للسكان 33.1 عاماً. وكانت نسبة 27% من القاطنين تحت سن الثامنة عشر، وكانت نسبة 8.9% بين الثامنة عشر والرابعة والعشرين عاماً، ونسبة 33.9% كانت واقعةً في الفئة العمرية ما بين الخامسة والعشرين والرابعة والأربعين عاماً، ونسبة 25.1% كانت ما بين الخامسة والأربعين والرابعة والستين، ونسبة 5% كانت ضمن فئة الخامسة والستين عاماً فما فوق. وتوزع التركيب الجنسي للسكان بنسبة 49.9% ذكور و50.1% إناث.

## أعلام
- بريسي رايت